# Campo de concentración de Neuengamme

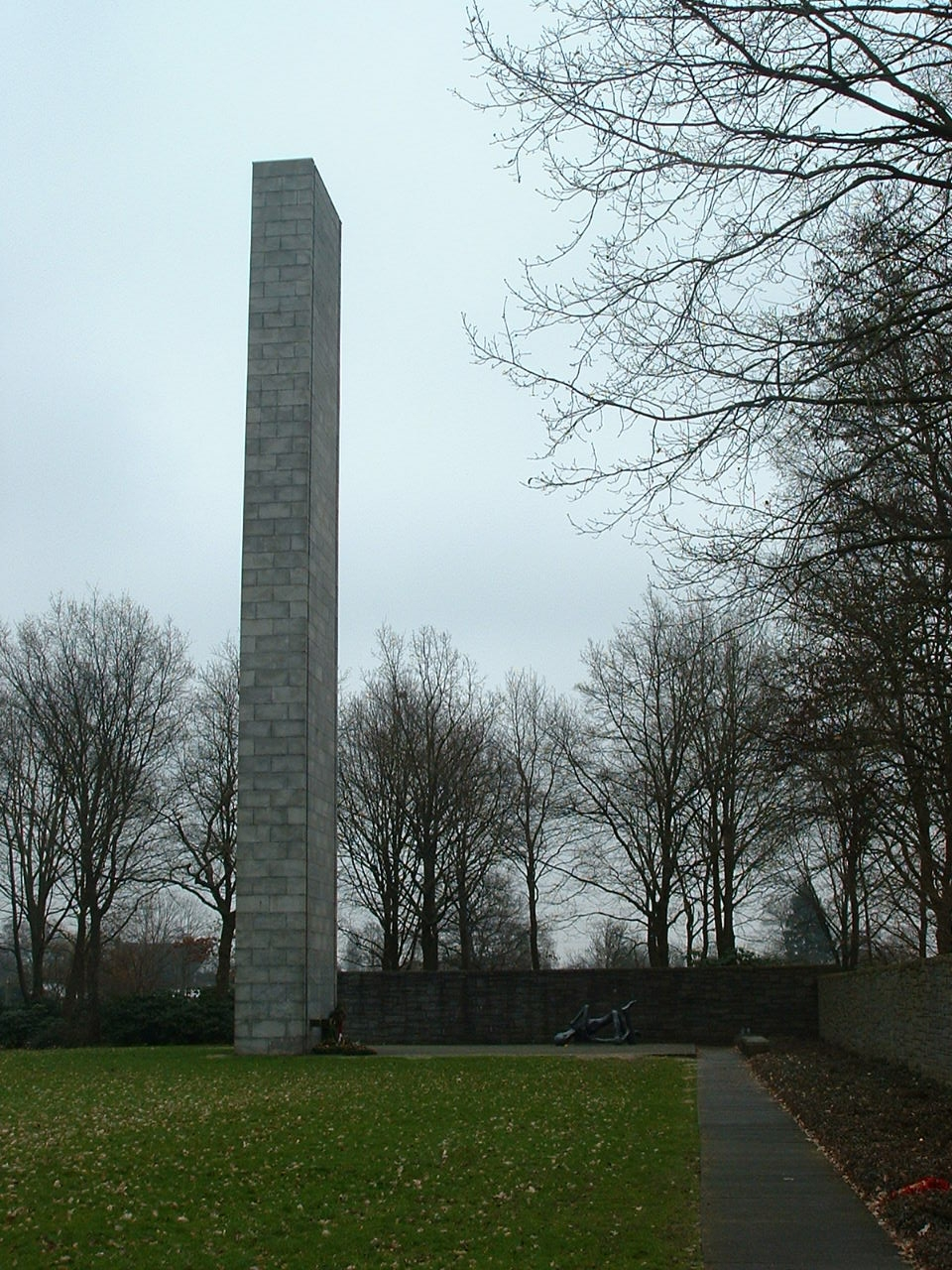
Memorial en honor a las víctimas del Holocausto en el Campo de Neuengamme.

El campo de concentración de Neuengamme fue un campo de concentración de la Alemania nazi en el distrito homónimo de la ciudad de Hamburgo, al norte del país. Inicialmente construido 1938, aún antes de comenzar la Segunda Guerra Mundial, como un subcampo del campo de concentración de Sachsenhausen, en 1940 se expandió hasta convertirse en un campo independiente. Aunque alojaba a diferentes grupos de prisioneros, con decenas de miles de asesinados a lo largo de su existencia, es recordado sobre todo por los casos de experimentos en niños judíos que se realizaban en él, como el caso de Sergio De Simone.
El campo de Neuengamme tenía al menos 86 campos satélite en Hamburgo y Schleswig-Holstein, que se extendían hasta la frontera danesa. El enfoque principal de este campo fueron los trabajos forzados de los internados, sobre todo en la cercana fábrica de ladrillos de las Schutzstaffel (SS), además de en la industria armamentística y la construcción de instalaciones militares.
Alrededor de 100 000 internados (incluidas 24 000 mujeres) pasaron por el campo y sus subcampos durante la guerra (solo en el campo principal 93 500 prisioneros, 13 500 de ellos mujeres), entre ellos 9 % alemanes, incluidos judíos y presos políticos, y los demás procedentes de los países ocupados. Unos 43 000 murieron, muchos como resultado de los trabajos, las condiciones de vida en el campo y asesinato (14 000 en el campo principal y 12 800 en los subcampos), y los demás durante las marchas de la muerte. Entre septiembre y octubre de 1942, 448 prisioneros de guerra soviéticos fueron asesinados por inhalación del gas Zyklon B. 
Poco antes del final de la guerra, las SS comenzaron a desmantelar el campo y a enviar a los internados en transportes. Muchos, completamente exhaustos, murieron en el camino. El 3 de mayo de 1945, cerca de 7000 de los internados perdieron la vida en los barcos Cap Arcona y SS Thielbek, cuando estos fueron bombardeados. El 4 de mayo de ese año, las tropas británicas encontraron el campo de Neuengamme prácticamente desierto. Poco después lo convirtieron en un campo de internamiento bajo la administración militar británica. En 1948, las instalaciones fueron transferidas a la Ciudad Libre y Hanseática de Hamburgo, que convirtió el lugar en dos prisiones estatales, que estaban activas hasta 2004 (año de remodelación del sistema penitenciario de la ciudad-estado). El sitio sirve actualmente como memorial.
El último comandante del campo (1942-1945), SS Standartenführer Max Pauly, fue juzgado por los británicos en 1946 por perpetración de crímenes de guerra, y condenado a muerte junto a otros 11 acusados. Fue ejecutado poco después.

## Historia
El campo fue formado a partir de una fábrica de ladrillos comprada por las SS, y estuvo en funcionamiento entre el 13 de diciembre de 1938 hasta el 4 de mayo de 1945. 
En un principio el campo fue instalado para políticos oponentes al régimen nazi, sin embargo, personas de diferentes grupos fueron llevados al campo, incluidos Judíos, Homosexuales, criminales, entre otros.
Muchos edificios originales del campo continuaron siendo utilizados como prisión (por ejemplo el edificio n.º 9). 
En 1943, Neuengamme registró las primeras prisioneras femeninas de acuerdo con los archivos del campo. En el verano de 1944, Neuengamme recibió muchas prisioneras de Auschwitz, así como de otros campos en el Este. Todas las mujeres fueron al final distribuidas en alguno de los 24 subcampos para mujeres. Se entrenó a mujeres guardianas en Neuengamme y se las asignó a los subcampos de mujeres. No había mujeres pertenecientes a la SS en Neuengamme. Algunas de las mujeres reconocidas son Kaethe Becker, Erna Dickmann, Johanna Freund, Angelika Grass, Kommandoführerin Loni Gutzeit (quien sirvió en el campo de Hamburgo-Wandsbek y fue apodada La Dragona de Wandsbek por las prisioneras) Gertrud Heise, Frieda Ignatowitz, Gertrud Moeller, quien también sirvió en el subcampo de Boizenburg, Lotte Johanna Radtke, jefa de la Annemie von der Huelst, Inge Marga Marggot Weber. 
Muchas de las mujeres fueron luego dispersadas en los subcampos femeninos en el norte de Alemania. Hoy en día, es conocido que mujeres guardianas fueron asignadas a los subcampos de Neuengamme como Boizenburg, Braunschweig SS-Reitschule, Hamburg Sasel, Hamburg Wandsbek, Helmstedt-Beendorf, Langenhorn, Neugraben, Obernheide, Salzwedel, and Unterluss (Vuterluss). Solo unas pocas han sido procesadas por crímenes de guerra, como Anneliese Kohlmann, que sirvió como una de las únicas seis mujeres guardianas en el campo de Neugraben. 

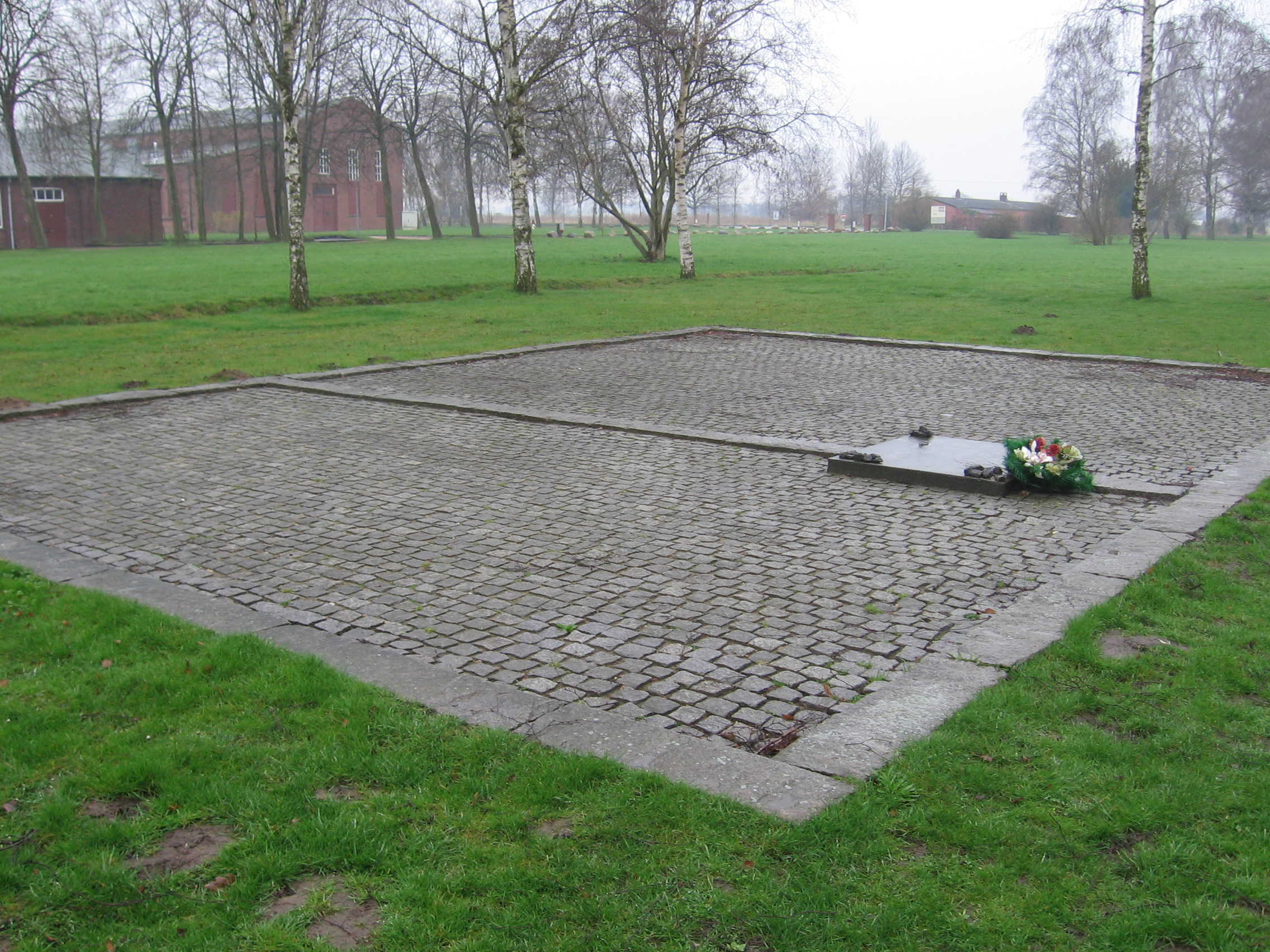
Placa recordatoria donde estuvo ubicado el crematorio del campo de Neuengamme.

### Evacuaciones
La disolución de todo el sistema del campo de concentración de Neuengamme comenzó el 24 de marzo de 1945. Para la evacuación, la SS usaba como transporte vagones de ganado en los que metieron entre 50 y 100 prisioneros, a veces incluso más. Si no podían transportar a los prisioneros en tren estos eran forzados a realizar grandes caminatas y aquellos que no podían continuar eran asesinados por los guardias.
Algunos de los prisioneros fueron llevados a Sandbostel.

### Después de la guerra
Al terminar la guerra, las tropas del gobierno británico utilizaron el campo de concentración para internar a miembros de la SS durante tres años. En 1948 la ciudad de Hamburgo construyó edificios para la creación de un sistema penal, estableciendo dos prisiones. La prisión fue inicialmente llamada "Neuengamme Men's Prison" para después ser renombrada como "the Vierlande Penal Facility", más tarde en los años 1960s otra prisión fue establecida, "the Vierlande Juvenile Detention Centre". En 1965 finalmente se estableció un monumento para recordar a las víctimas, así como una escultura conmemorativa llamada "Le Deporté".
Entre el 2003 y 2006 la prisión fue cerrada y el lugar pasó a ser parte de un memorial y fue rediseñado intentando mostrar cómo era el lugar durante la Segunda Guerra Mundial.

## La tragedia en los buques
El 26 de abril de 1945 el buque Cap Arcona trasladó a unos 10,000 prisioneros del campo de concentración de Neuengamme junto a otros de Treblinka y Athen y fueron llevados a la Bahía de Lübeck. El 3 de mayo de 1945 el Cap Arcona, el Thielbek y los de línea de pasajeros de Alemania fueron hundidos en cuatro ataques separados por parte de aviones de la Real Fuerza Aérea Británica, causando miles de muertos entre los presos que se encontraban en aquellos barcos.

## Funcionamiento del campo
El trabajo en el campo principal estuvo centrado en la producción de ladrillos. Esto incluía la construcción de un canal para transportar los ladrillos desde el campo a los subcampos. Los internos tenían que excavar el pesado y duro suelo con herramientas inadecuadas, con falta de agua y en condiciones inapropiadas para su estado de salud.

### Alojamiento
Dormían en barracas de madera que fueron construyendo los prisioneros de unos  50 metros de largo y 8 metros de ancho. Estas contaban con dos cuartos, el más pequeño era llamado Tagesraum  y era una sala común que contenía algunas mesas y bancos, además era el lugar donde los líderes de las barrancas solían dormir. El resto de los prisioneros dormían en un cuarto más grande donde había literas de tres camas, debido a la Sobrepoblación  los prisioneros tenían que compartir hasta con tres personas cada cama. Había aproximadamente 300 prisioneros pero se ha tenido registro de que hasta 600 prisioneros había en cada bloque esto llevaba a que las condiciones sanitarias fueran terribles.

### Rutina diaria
Los prisioneros eran despertados antes del amanecer, contaban con media hora para prepararse, beber un sustituto de café y agua caliente posteriormente eran asignados a sus áreas de trabajo, la jornada duraba de 10 a 12 horas con un descanso por la tarde. Durante el invierno la jornada diaria de trabajo era más corta. Recibían la cena a las 9 p. m. y posteriormente se dirigían a dormir.  Los domingos, los presos intentaban limpiar sus uniformes, socializar con otros presos y cambiar artículos por comida.

## Subcampos
Más de 80 subcampamentos fueron parte del sistema del centro de concentración de Neuengamme. El primer subcampo abrió en 1942, cuando algunos prisioneros fueron transportados al subcampo de  Arbeitsdorf. El número de prisioneros dentro de los subcampos difería drásticamente de un campo a otro, desde 10 o menos hasta 3.000 reclusos.
Las mujeres generalmente eran llevadas a los subcampos, y en 1943 es cuando se tiene registro de un campo para mujeres. En el verano de 1944, Neuengamme recibió mujeres que estaban en el campo de concentración de Auschwitz , así como de otro campo del Este. 
Varios de los subcampos se convirtieron en memoriales y al menos se colocaron placas conmemorativas en el sitio. Sin embargo para el año 2000 aún 28  ubicaciones no mostraban alguna placa conmemorativa que indicara la existencia de un campo en el pasado.  El Dr. Garbe, escribió: "La importancia de los subcampos se destaca aún más por el hecho de que hacia el final de la guerra había tres veces más prisioneros en los campos satélites que en el campo principal".

## Memorial
Debido a que el sitio fue utilizado como prisión al terminar la guerra, el campo de concentración fue olvidado por varias décadas. El sitio como memorial fue establecido gradualmente y con fuertes oposiciones. En 1953 se colocó un simple monumento en el sitio, esto con el apoyo de una organización que representaba a  los afectados en los campos de concentración. En 1995 una exhibición permanente fue abierta al público y  además se dio  paso a "The House of Remembrance, donde se colocaron los nombres de las víctimas. El campo memorial fue inaugurado durante el 60 aniversario de la liberación del Campo en mayo de 2005.
Tres de las barracas del campo sirven hoy en día como memoriales. Estos están localizados en Bullenhuser Damm, Kritenbarg, 8 y Suhrenkamp, 98. El primero de estos es un memorial dedicado al asesinato de 20 niños provenientes del campo de concentración de Auschwitz, quienes fueron traídos a Hamburgo y usados para experimentos médicos. El 20 de abril de 1945, solo semanas antes de que la guerra terminara los niños fueron asesinados para cubrir el crimen. El segundo es una barraca donde las mujeres judías provenientes de ghetto de Lodz, en Polonia, fueron forzadas a realizar trabajos de construcción. El tercero está localizado dentro de las puertas de la casa de la penitenciaría Fuhlsbüttel. Partes de este complejo sirvieron como campo de concentración para comunistas, oponentes del régimen y muchos otros grupos. Cerca de 450 internos fueron asesinados aquí durante el régimen nazi. En total hoy el sitio tiene 5 exhibiciones permanentes, así es como hoy en día el lugar es un centro conmemorativo y  de aprendizaje.

### Centro conmemorativo.
En inglés  "The house of Commemoration" se estableció en 1995. El artista Thomas Schütte fue encargado de remodelar el sitio que era un edificio con documentación construido en 1981. Schütte colocó una galería con altos muros rojos en donde se escribieron los 22.460 nombres de víctimas del campo de concentración de Neuengamme a partir de algunos documentos disponibles, estos nombres son presentados en orden cronológico de acuerdo a la fecha de defunción,  hacia el fin de la guerra las columnas de nombres se hacen más y más grandes cada día. En  un cuarto separado se encuentran unas tiras de tela sin marcar que  están dedicadas a la memoria de las víctimas cuyos nombres se desconocen.

## Población Interna
Durante las primeras etapas del centro de concentración la mayoría de los prisioneros fueron Alemanes que se oponían al régimen nazi , pero con el transcurrir de la guerra hubo prisioneros de todo los territorios Europeos ocupados por Alemania. 
| País                      | Hombres | Mujeres | Ambos  |
| Unión Soviética           | 21 000  | 2 000   | 23 000 |
| Polonia                   | 13 000  | 2 700   | 15 700 |
| Francia                   | 11 000  | 650     | 11 650 |
| Alemania                  | 8 800   | 400     | 9 200  |
| Holanda                   | 6 600   | 250     | 6 850  |
| Bélgica                   | 3 500   | 150     | 3 650  |
| Dinamarca                 | 2 400   | -       | 2 400  |
| Hungría                   | 1400    | 5 280   | 7 200  |
| Noruega                   | 2 800   | -       | 2 800  |
| Yugoslavia                | 1 000   | 250     | 1 250  |
| Checoslovaquia            | 800     | 800     | 1 600  |
| Grecia                    | 1 250   | -       | 1 250  |
| Italia                    | 1 100   | 100     | 1 200  |
| España                    | 750     | -       | 750    |
| Austria                   | 300     | -       | 300    |
| Luxemburgo                | 50      | -       | 50     |
| Otros países              | 2 100   | 300     | 2 200  |
| Subtotal                  | 77 850  | 12 880  | 88 200 |
| No clasificados           | -       | -       | 5 000  |
| Total                     | -       | -       | 93 200 |
| Muertos en la deportación | -       | -       | 55 000 |

Entre el 13 de diciembre de 1938 y el 4 de mayo de 1945 resultó muerto alrededor del 52% de la población de todos los comandos dependientes de Neuengamme

## Internos célebres
- Claude Bourdet (1909-1996),
- Fernand Demoustier (1906-1945),
- Andre Duromea (né en 1917),
- Michel Hollard (1897-1993),
- Roger Jardelle (1894-1959),
- Raymond de Lassus, hijo de Étienne de Lassus Saint Geniès (1887-1979)
- Jean Le Corre
- Roland Malraux (1912-1945),
- Louis Martin-Chauffier, (1894-1980),
- André Migdal, (1924-2007),
- Allan Henry Muhr (1882-1944),
- Henry Noirot (1879-1972),
- Fritz Pfeffer (1889-1944),
- Albert Réville (1883-1949),
- Albert Rohmer (1913-2006),
- David Rousset (1912-1997),
- Jacques Sourdille (1922-1996),
- Johann Wilhelm Trollmann (1907-1943),

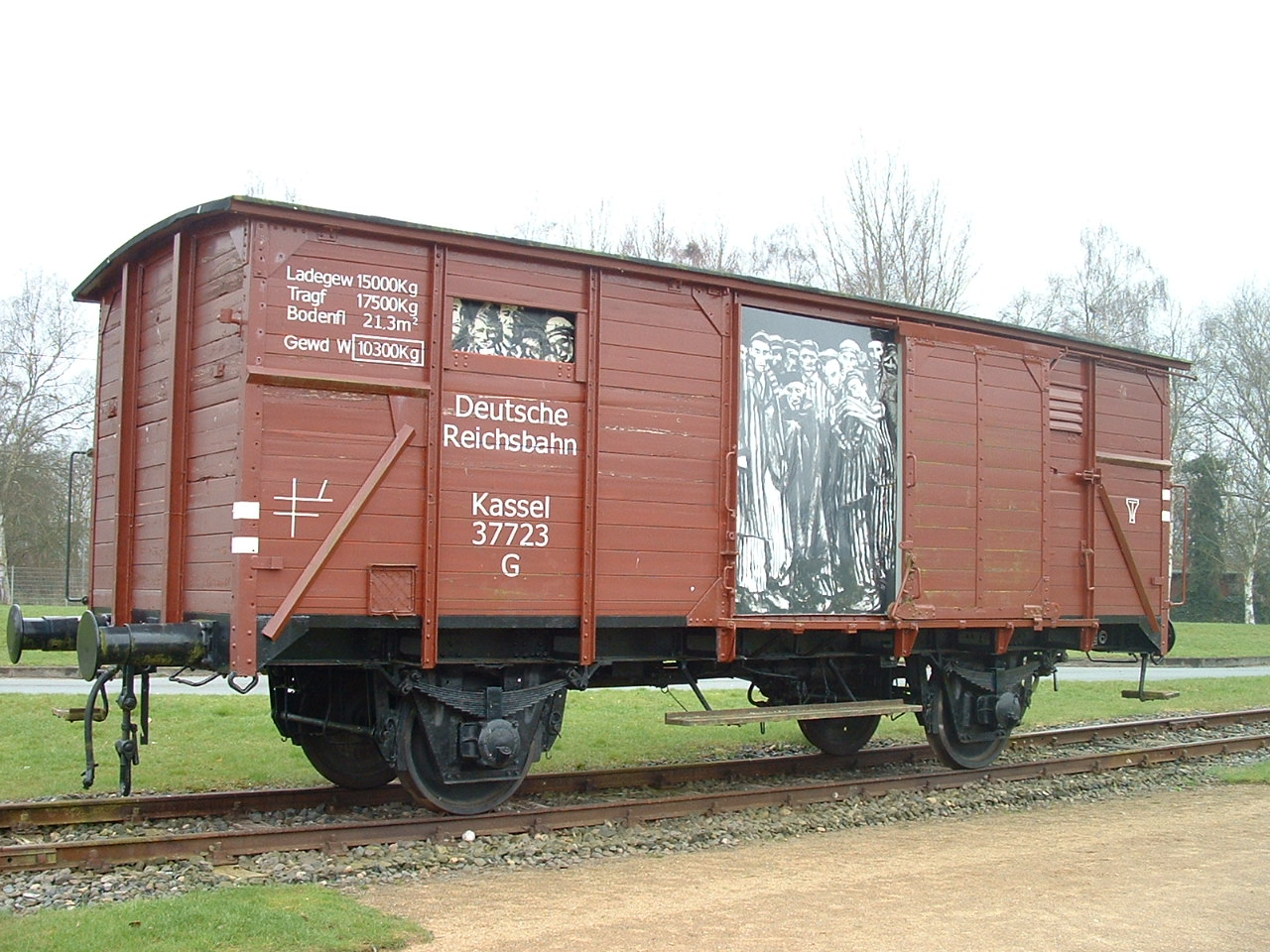
Vagón de tren de los utilizados para el transporte de judíos al campo de Neuengamme.

- Louis de Visser (1878-1945)
- José Epita Mbomo (1911-1969)